# Jenifer Tordjo
Jenifer Tordjo, alias J-To (Paramaribo, 5 januari 1971), is een Surinaams zangeres en songwriter.

## Biografie
Jennifer Tordjo groeide op met drie broers en vier zussen die allemaal muzikaal zijn en ook actief zijn geworden in de muziek. Een zus zingt in Ultama en anderen hebben een eigen band. Ook haar vader is muzikaal; hij was drummer en zanger in een band.
Zelf is ze leadzangeres van Final Step, een band die in 1993 werd opgericht en waar ook een jongere broer en haar vriend deel van uitmaakten. In 2010 waren naast haar Robby Soekatma en Ristie Pawiroredjo de zangers.
Voor Final Step schreef ze het lied Lieve schat dat rond 2003 bij Radio 10 en Radio Garuda op nummer 1 binnenkwam en uiteindelijk ook bij andere stations op de nummer 1-positie belandde. Het lied is een mengeling van Nederlands, Javaans en Sranantongo, de "manier hoe we hier in Suriname praten," aldus de zangeres. Het nummer verscheen in 2003 op het album Alive van de band.
Rond 2013 had ze een muzikale reggaesamenwerking met Jogga.